# Rafael Ramírez
Pour les articles homonymes, voir Ramírez.
Rafael Ramírez est un ingénieur mécanicien, diplomate et homme politique vénézuélien, né à Pampán (État de Trujillo) le 4 août 1963. Il a été conjointement président de la PDVSA (2002-2014), compagnie nationale pétrolière du Venezuela et ministre du Pétrole et des Mines de 2004 à 2014, puis ministre des Relations extérieures au cours de l'année 2014, et enfin représentant permanent du Venezuela à l'Organisation des Nations unies de 2014 à 2017, poste au cours duquel il a également occupé la présidence du Conseil de Sécurité en février 2016.

## Galerie

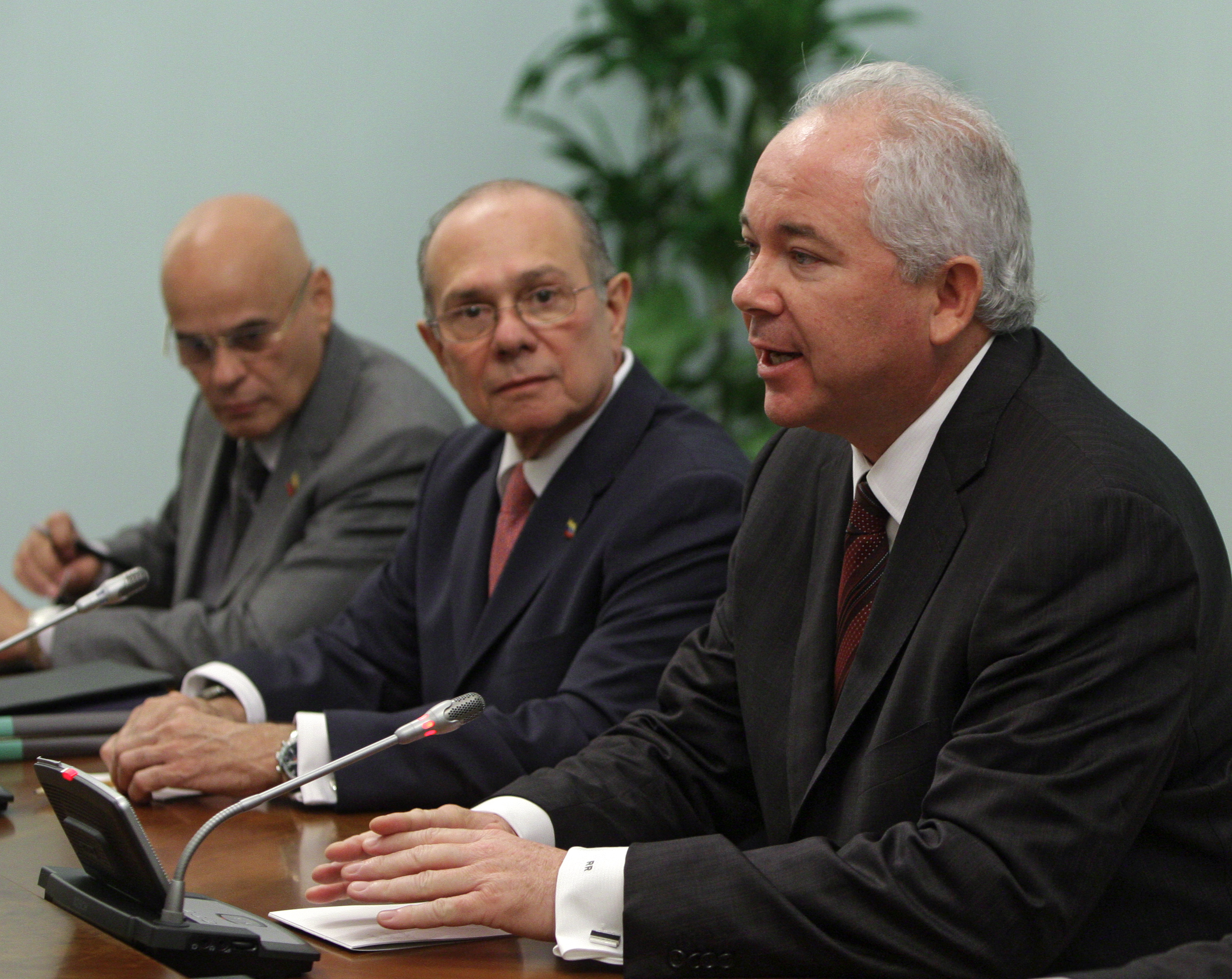
Rafael Ramírez en 2010.
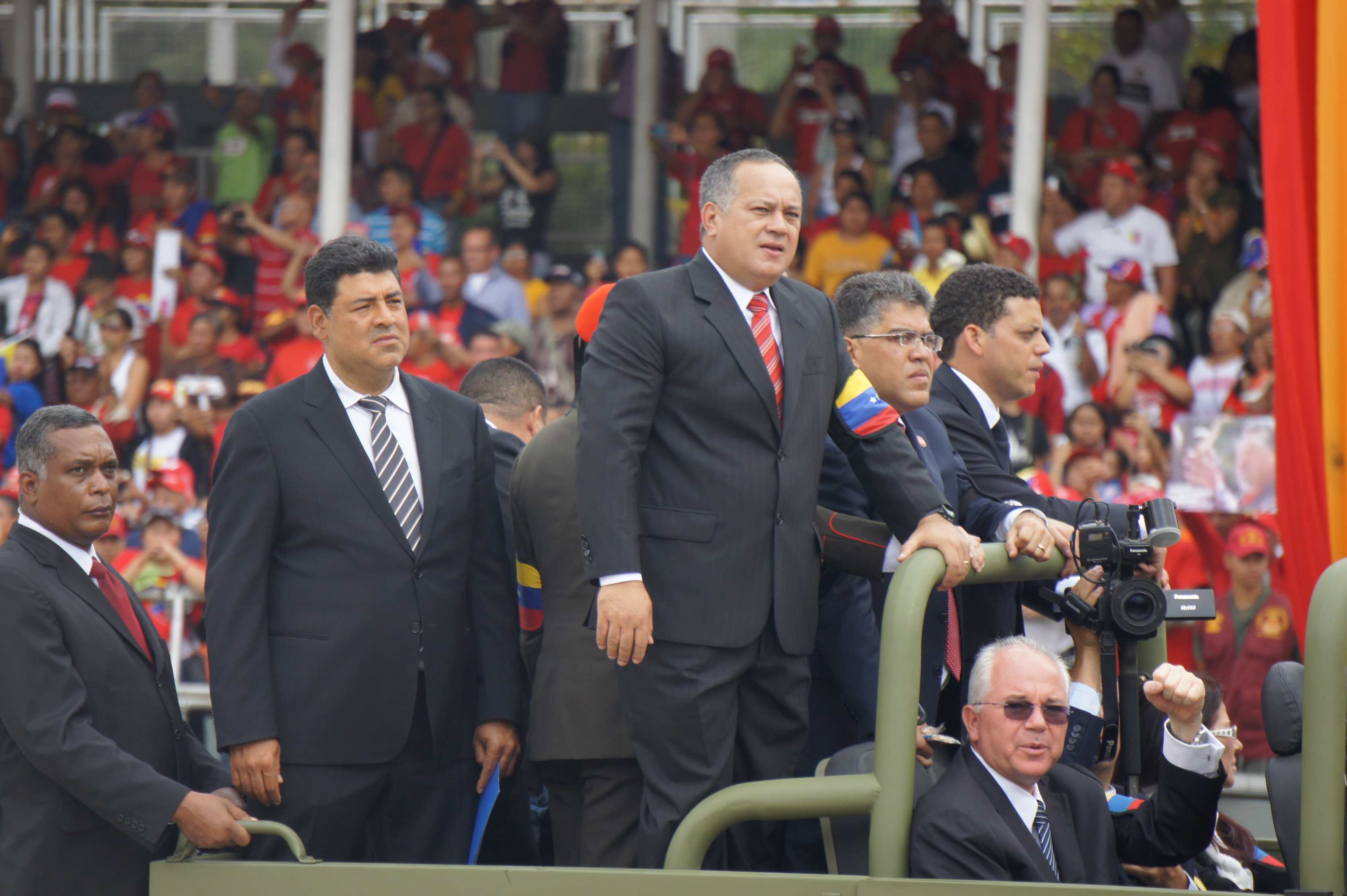
Des ministres du président Chávez en 2013 à Caracas, Rafael Ramírez est en bas à droite.
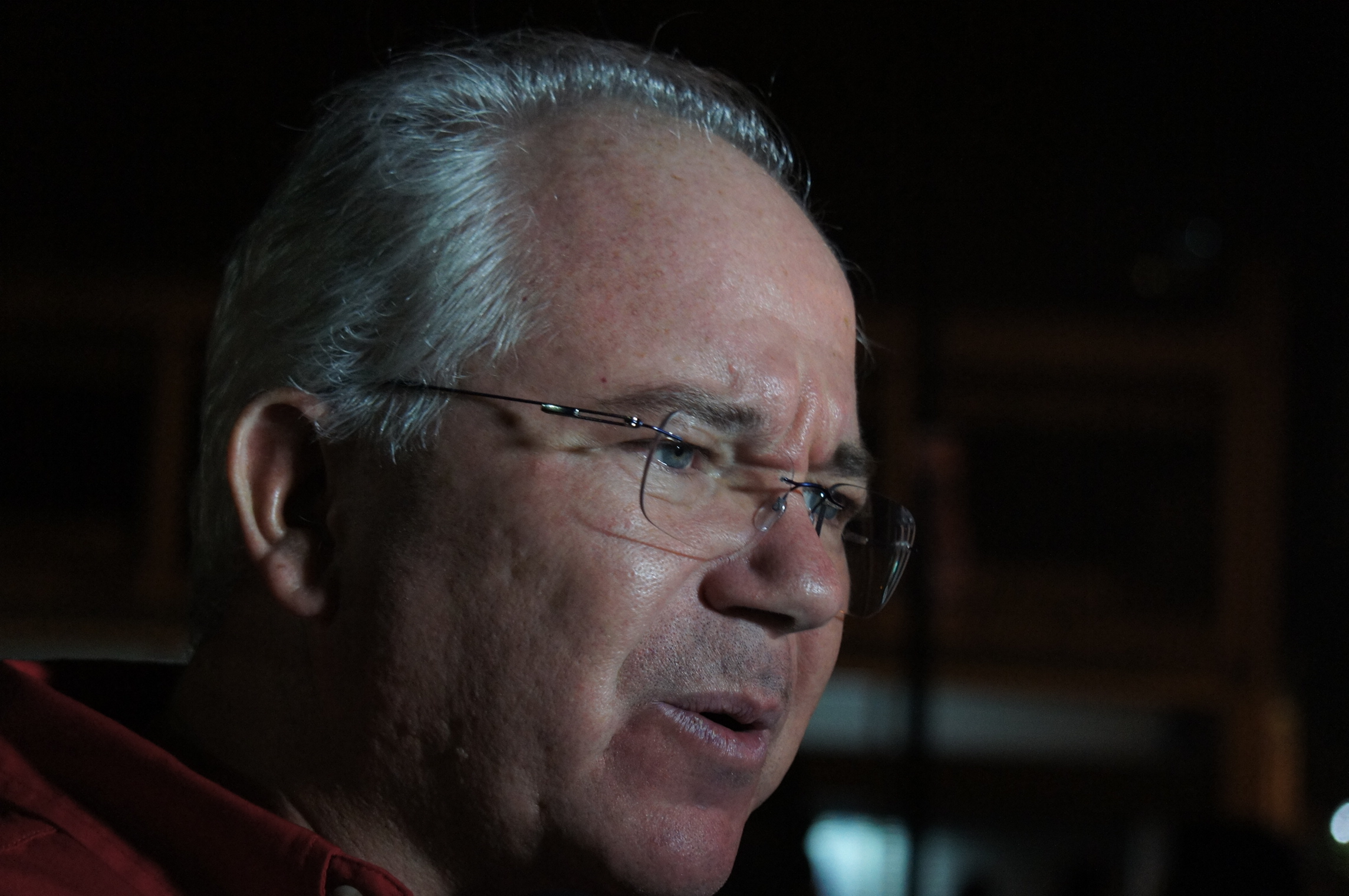
Rafael Ramírez en 2013.

## Sources
- (es) Cet article est partiellement ou en totalité issu de l’article de Wikipédia en espagnol intitulé « Rafael Ramírez Carreño » (voir la liste des auteurs).